# Isabel da Grécia e Dinamarca
Isabel da Grécia e da Dinamarca (em grego: Πριγκίπισσα Ελισάβετ της Ελλάδας και Δανίας), (24 de maio de 1904 - 11 de janeiro de 1955) foi a filha do meio do príncipe Nicolau da Grécia e Dinamarca e da grã-duquesa Helena Vladimirovna da Rússia.

## Primeiros anos

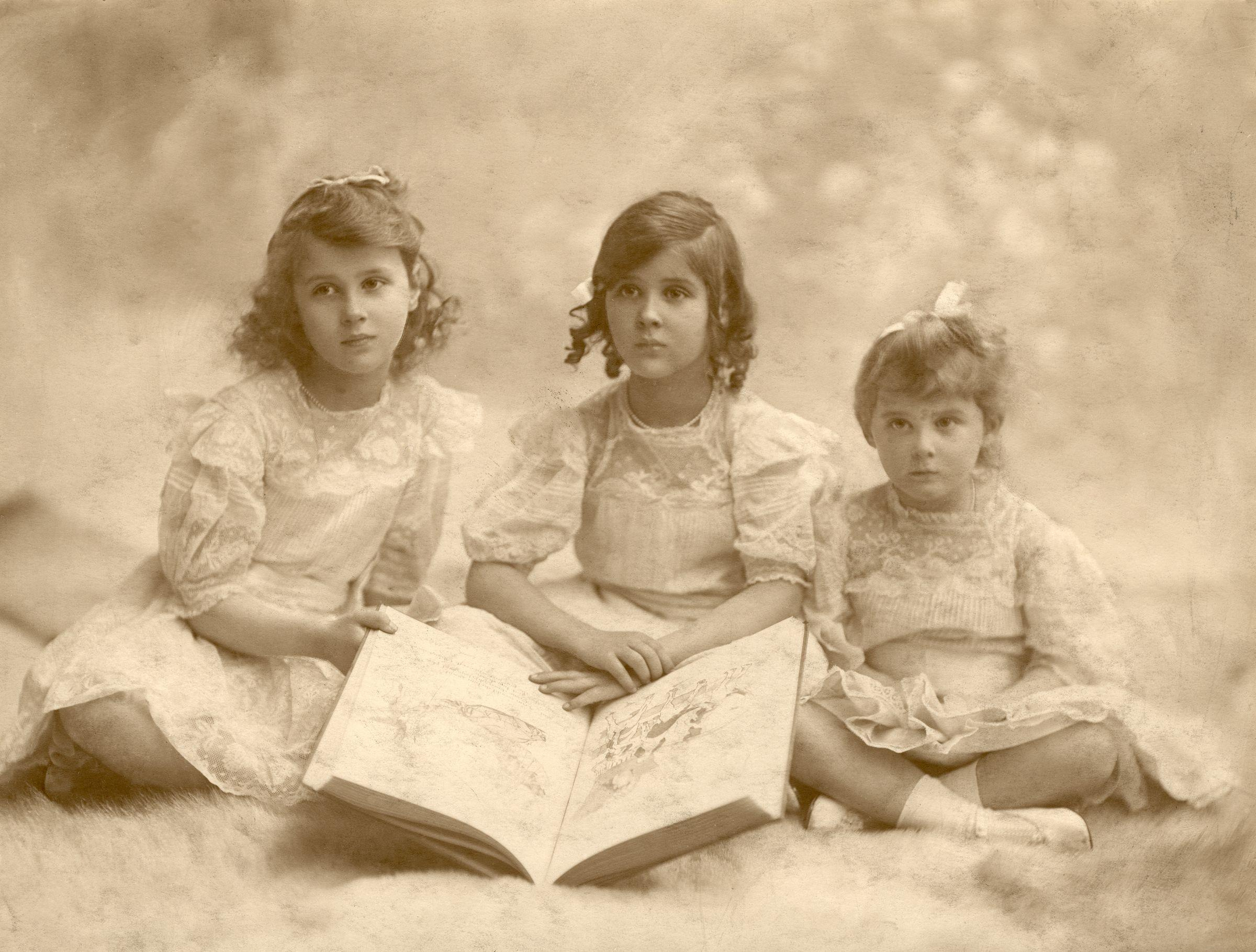
Isabel (no meio) com as suas irmãs.

Isabel nasceu no dia 24 de maio de 1904 em Tatoi. Tal como as suas irmãs Olga e Marina, Isabel era considerada muito bonita. A sua família chamava-lhe Woolly por causa do seu cabelo castanho-escuro que era mais grosso e difícil de arranjar que o das irmãs. A princesa Isabel, que era a mais doce e a menos conhecida das suas bonitas irmãs, era uma cavaleira destemida e uma pintora de talento, apesar de gostar mais de cavalos e arte. Era muito chegada às suas duas irmãs mais conhecidas.

## Casamento e descendência
Isabel casou-se com o conde Carlos Teodoro de Toerring-Jettenbach, conhecido entre os mais chegados por "Toto". A mãe de Carlos Teodoro era irmã da rainha Isabel da Bélgica e da princesa Maria Gabriela da Baviera. O conde tinha recebido o nome em honra do seu avô, o duque Carlos Teodoro da Baviera. Isabel e Carl tiveram dois filhos:
- Hans Veit Gaspar Nicolau de Toerring-Jettenbach (11 de janeiro de 1935-);
- Helena Marina Isabel de Toerring-Jettenbach (20 de maio de 1937-), casada com o arquiduque Carlos da Áustria; com descendência, incluindo a conhecida socialite e antiga modelo Sofia, princesa de Windisch-Grätz.

Isabel morreu de cancro no dia 11 de janeiro de 1955 em Munique. Tinha cinquenta anos de idade.

## Genealogia
| Isabel da Grécia e Dinamarca | Pai: Nicolau da Grécia e Dinamarca | Avô paterno: Jorge I da Grécia                | Bisavô paterno: Cristiano IX da Dinamarca                       |
| Isabel da Grécia e Dinamarca | Pai: Nicolau da Grécia e Dinamarca | Avô paterno: Jorge I da Grécia                | Bisavó paterna: Luísa de Hesse-Cassel                           |
| Isabel da Grécia e Dinamarca | Pai: Nicolau da Grécia e Dinamarca | Avó paterna: Olga Constantinovna da Rússia    | Bisavô paterno: Constantino Nikolaevich da Rússia               |
| Isabel da Grécia e Dinamarca | Pai: Nicolau da Grécia e Dinamarca | Avó paterna: Olga Constantinovna da Rússia    | Bisavó paterna: Alexandra Iosifovna                             |
| Isabel da Grécia e Dinamarca | Mãe: Helena Vladimirovna da Rússia | Avô materno: Vladimir Alexandrovich da Rússia | Bisavô materno: Alexandre II da Rússia                          |
| Isabel da Grécia e Dinamarca | Mãe: Helena Vladimirovna da Rússia | Avô materno: Vladimir Alexandrovich da Rússia | Bisavó materna: Maria Alexandrovna (Maria de Hesse-Darmstadt)   |
| Isabel da Grécia e Dinamarca | Mãe: Helena Vladimirovna da Rússia | Avó materna: Maria Pavlovna da Rússia         | Bisavô materno: Frederico Francisco II de Mecklemburgo-Schwerin |
| Isabel da Grécia e Dinamarca | Mãe: Helena Vladimirovna da Rússia | Avó materna: Maria Pavlovna da Rússia         | Bisavó materna: Augusta de Reuss-Köstritz                       |